# Сан-Мігель-де-Бернуй
Сан-Мігель-де-Бернуй (ісп. San Miguel de Bernuy) — муніципалітет в Іспанії, у складі автономної спільноти Кастилія-і-Леон, у провінції Сеговія. Населення — 176 осіб (2010).
Муніципалітет розташований на відстані близько 110 км на північ від Мадрида, 50 км на північ від Сеговії.

## Демографія
Динаміка населення (INE ):